# Awi (peuple)
Pour les articles homonymes, voir AWI.
Les Awis  sont une population d'Afrique de l'Est vivant principalement à l'ouest de l'Éthiopie, dans la zone d'Agew Awi au centre de Godjam, on trouve également quelques communautés dans la zone de Metekel de la région de Benishangul-Gumuz. Ils font partie des peuples Agew.

## Population
En Éthiopie, lors du recensement de 2007 portant sur une population totale de 73 750 932 personnes, 631 565 se sont déclarées « Awis », soit 0,85% de la population.

## Langues
Les Awis parlent awngi, l'une des langues agew, qui font partie de la sous-famille couchitiques au sein de la famille de langue afro-asiatiques. Les langues Agaw forment la principale influence du substrat sur l'amharique et les autres langues sémitiques éthiopiennes, qui sont également des langues afro-asiatiques.